# Biskopsdömet Brandenburg
Biskopsdömet Brandenburg, tyska: Hochstift Brandenburg, var ett  furstbiskopsdöme i Tysk-romerska riket, grundat av kung Otto I år 948 med Brandenburg an der Havel som biskopssäte. Efter det stora slaviska upproret år 983 tvingades furstbiskoparna i exil, och titeln blev under följande sekler endast nominell. Först under markgreve Albrekt Björnen återuppstod biskopsdömet öster om Elbe, först 1138 i Leitzkau och från 1165 i Brandenburg an der Havel. Furstbiskopsdömet upplöstes formellt 1571, efter att biskopsdömet sekulariserats under reformationen, och uppgick då i kurfurstendömet Brandenburg. Området ligger idag i den tyska delstaten Brandenburg.

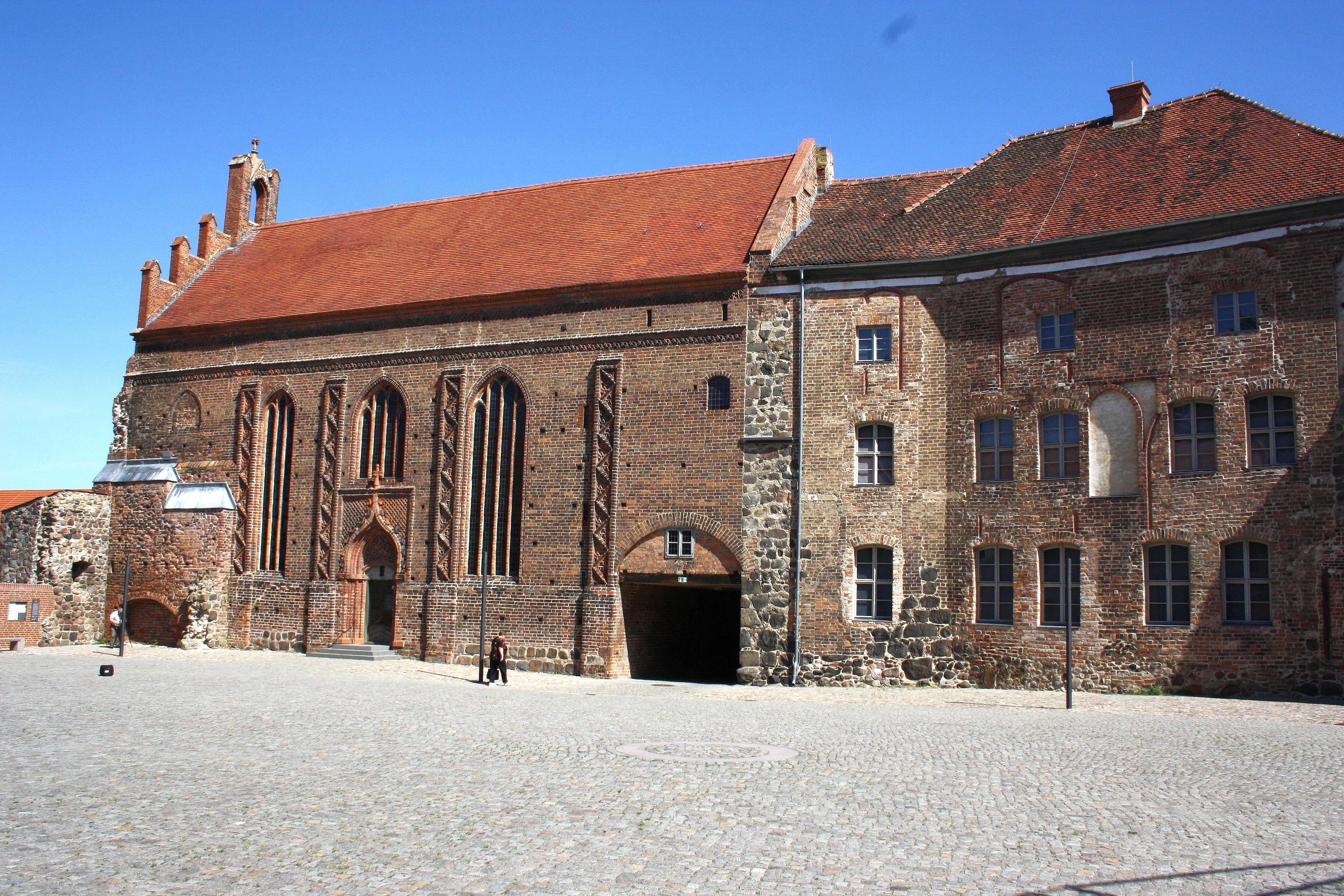
Biskopsborgen i Ziesar.

Biskopsdömet var från grundandet riksomedelbart, det vill säga, biskoparna var formellt direkt underställda kejsaren som länsherre, men på grund av det relativt lilla och utspridda territoriet kom biskoparna i praktiken att spela en underordnad politisk roll till de brandenburgska markgrevarna som dominerade regionen. Under 1300-talet kom denna underordnade roll att formaliseras som ett länsherreskap. Medan domkapitlet och stiftets andliga säte fanns i Brandenburgs domkyrka i Brandenburg an der Havel, bestod det egentliga furstbiskopsdömet av ett antal mindre områden i Havelland, Zauche, Fläming, Teltow och Barnim. Till dessa räknades:
- Ziesar med omkringliggande byar.
- Pritzerbe med Hohenferchesar och Fohrde
- Schmerzke i nuvarande Brandenburg an der Havel
- Teltow
- Blumberg

Fram till 1300-talet hade biskoparna sitt residens omväxlande i Brandenburg an der Havel, Pritzerbe och Ziesar, för att därefter ha sitt huvudsakliga residens i biskopsborgen i Ziesar.